# Воздвиженский, Павел Фёдорович
Павел Фёдорович Воздвиженский (1856 — ?) — священник, депутат Государственной думы I созыва от Тамбовской губернии.

## Биография
Православный священник села Оторма Моршанского уезда Тамбовской губернии. Выпускник Тамбовской духовной семинарии. Политическая позиция в одних источниках описана, как «консерватор», в других, как «умеренный».
29 марта 1906 избран в Государственную думу I созыва от общего состава выборщиков Тамбовского губернского избирательного собрания. По одним сведениям в Думе оставался беспартийным, по данным трудовиков, сообщённым в их издании «Работы Первой Государственной Думы», — член фракции партии мирного обновления. 1 июня 1906 года выступая в прениях по аграрному вопросу, о. Павел сказал: «Услышал радостную весть… о наделении [крестьян] землей в достаточном количестве и уравнении его в правах с прочими классами…», «…бедных крестьян вместе с землей нужно наделять деньгами…», можно разделить для этих целей «…всю церковную землю… если придет надобность неотложная в ней для бедных крестьян, я думаю, что никто из нашей братии не постоит за нее, по долгу совести…». В заключение Воздвиженский предлагал, что «нужно заплатить и внести в банк [определенную сумму за отданную крестьянам землю] на обеспечение духовенства».
Также выступал по докладу 4-го отдела об отмене выборов в Тамбовской губернии, так как 14 июня 1906 года выборы 11 депутатов от Тамбовской губернии были признаны прошедшими с нарушением закона и отменены.
Дальнейшая судьба и дата смерти неизвестны.

### Рекомендуемые источники
- Тамбовская энциклопедия. Тамбов, 2004.

### Архивы
- Российский государственный исторический архив. Фонд 1278. Опись 1 (1-й созыв). Дело 51. Лист 55 оборот, 6З, 92-109; Фонд 1327. Опись 1.1905 г. Дело 141. Лист 39 оборот.